# Casa do Benin
A Casa do Benin é um museu brasileiro localizado no Pelourinho, em Salvador. O equipamento cultural inaugurado em 1988 busca refletir a relação entre a Bahia e o Benim, de onde pessoas foram traficadas como escravos para essa parte do Brasil, migração forçada que trouxe impacto cultural de intercâmbio entre os dois lugares. Possui importante acervo artístico e cultural afro-brasileiro.
Após reforma promovida pela Prefeitura de Salvador, por meio da Fundação Gregório de Mattos (FGM) e projetada pela arquiteta ítalo-brasileira Lina Bo Bardi, foi reaberta em dezembro de 2014.